# Руке које се моле
Руке које се моле или Руке у молитви је цртеж-студија немачког ренесансног сликара и графичара, Албрехта Дирера, рађен кистом црно-белом техником на плавом бојом препарираном папиру, 1508. године. Цртеж се сматра студијом за Хелеров олтар из 1509. године.
Прва јавна признања овог уметничког дела су била 1871. године, када је цртеж био изложена у Бечу.